# Conflit psychique
Le conflit psychique est, en psychanalyse, une notion fondatrice et structurante du fonctionnement normal et de son développement, elle est aussi essentiellement à la source des névroses et des psychoses. En solidarité avec les mécanismes de défense, le conflit psychique se manifeste par l'organisation des symptômes en tant qu'expression des exigences internes en opposition, telles que désirs, représentations ou forces pulsionnelles antagonistes. 

## Chez Freud
En psychanalyse, le conflit est à comprendre en termes de « conflit intrapsychique » centré sur la référence centrale au moi, alors qu'il est « sous-tendu par les rapports à l'extérieur » et l'opposition entre principes de plaisir et de réalité. Le conflit participe à une conception dynamique du psychisme, un jeu des forces pulsionnelles qui peuvent s'opposer, s'inhiber ou se favoriser, de telle façon que des résistances, des défenses et principalement des refoulements sont suscités : « Les névroses procèdent pour l'essentiel du conflit du moi avec la pulsion sexuelle ».
Descriptions du conflit psychique proposées par Freud :
- Dans la première théorie de l'appareil psychique, le conflit s'exprime entre les pulsions sexuelles et les forces refoulantes, entre la libido et le moi[3]. Dans l'ouvrage Études sur l'hystérie, Freud découvre et décrit le conflit entre une représentation inconciliable (unvertraglich) et la défense du Moi aussitôt activée pour la repousser hors de la conscience (refoulement) créant à sa place, après déformation effectuée par la censure, un symptôme hystérique, un compromis entre les deux forces contraires. Le processus est le suivant : désir-interdiction-conflit-refoulement-compromis-symptôme. Du point de vue topique le conflit est situé entre systèmes psychiques, en l’occurrence entre l'inconscient et le conscient.[réf. souhaitée]
- Dans la deuxième théorie, le conflit est animé par les oppositions des pulsions et les instances psychiques qu'elles aiguillonnent, entre Éros et la pulsion de mort. Le conflit défini précédemment entre les pulsions d'autoconservation et les pulsions sexuelles, entre la libido du moi et la libido objectale, se situent maintenant dans Éros.[réf. souhaitée] Le moi tend à résoudre le conflit entre la revendication pulsionnelle et l'opposition venant de la réalité, aux prix d'une déchirure, le clivage du moi, maintenant ainsi deux réactions contradictoires : l'une refuse la réalité obtenant la satisfaction pulsionnelle et l'autre la reconnaît[4].

## Après Freud

### Conflit et conflictualité
Dans la perspective d'une « évolution de la psychanalyse de l'intrapsychique vers l'intersubjectivité » de Freud à Bion, Denis Mellier pose l'hypothèse d'une « fonction contenante » permettant de repérer une notion de « conflictualité », qui renverrait à une « dynamique psychique » au niveau « latent », distincte de la notion de « conflit » renvoyant à « des manifestations visibles de conflits »: entre le « manifeste » du « conflit » et le « latent » de la « conflictualité », Mellier établit donc « un rapport de type manifeste/latent, superstructure/infrastructure ».